# Кубок Англії з футболу 1934—1935
Кубок Англії з футболу 1934—1935 — 60-й розіграш найстарішого футбольного турніру у світі, Кубка виклику Футбольної Асоціації, також відомого як Кубок Англії. Втретє титул здобув Шеффілд Венсдей.

## Перший раунд
| Дата                      | Господарі                 | Рахунок | Гості                         |
| ------------------------- | ------------------------- | ------- | ----------------------------- |
| 24 листопада              | Честер                    | 3:1     | Діннінгтон Атлетік            |
| 24 листопада              | Дарвен                    | 1:2     | Бостон Юнайтед                |
| 24 листопада              | Бристоль Сіті             | 2:0     | Джиллінгем                    |
| 24 листопада              | Вотфорд                   | 2:0     | Корінтіан                     |
| 24 листопада              | Кру Александра            | 1:2     | Волсолл                       |
| 24 листопада              | Свіндон Таун              | 4:0     | Ньюпорт Каунті                |
| 24 листопада              | Донкастер Роверз          | 0:2     | Барроу                        |
| 24 листопада              | Рексем                    | 4:1     | Рочдейл                       |
| 24 листопада              | Транмер Роверз            | 3:1     | Стейлібрідж Селтік            |
| 24 листопада              | Квінз Парк Рейнджерс      | 2:0     | Волтемстоу Авеню              |
| 24 листопада              | Бристоль Роверз           | 3:0     | Гарвіч-енд-Паркстон           |
| 24 листопада              | Ковентрі Сіті             | 7:0     | Сканторп-енд-Ліндсі Юнайтед   |
| 24 листопада              | Брайтон енд Гоув Альбіон  | 3:1     | Фолкстоун                     |
| 24 листопада              | Шилдон                    | 2:2     | Лінкольн Сіті                 |
| 28 листопада Перегравання | Лінкольн Сіті             | 4:0     | Шилдон                        |
| 24 листопада              | Карлайл Юнайтед           | 1:6     | Віган Атлетік                 |
| 24 листопада              | Вімблдон                  | 1:1     | Лейтон                        |
| 29 листопада Перегравання | Лейтон                    | 0:1     | Вімблдон                      |
| 24 листопада              | Саутенд Юнайтед           | 10:1    | Голдерс Грін                  |
| 24 листопада              | Блайт Спартанс            | 1:1     | Стокпорт Каунті               |
| 28 листопада Перегравання | Стокпорт Каунті           | 4:1     | Блайт Спартанс                |
| 24 листопада              | Бедфорд Таун              | 2:3     | Дартфорд                      |
| 24 листопада              | Менсфілд Таун             | 6:1     | Аккрінгтон Стенлі             |
| 24 листопада              | Кардіфф Сіті              | 1:2     | Редінг                        |
| 24 листопада              | Бертон Таун               | 2:3     | Йорк Сіті                     |
| 24 листопада              | Баррі                     | 0:1     | Нортгемптон Таун              |
| 24 листопада              | Галіфакс Таун             | 1:1     | Гартлпул Юнайтед              |
| 28 листопада Перегравання | Гартлпул Юнайтед          | 2:0     | Галіфакс Таун                 |
| 24 листопада              | Чарльтон Атлетік          | 2:2     | Ексетер Сіті                  |
| 28 листопада Перегравання | Ексетер Сіті              | 5:2     | Чарльтон Атлетік              |
| 24 листопада              | Саутпорт                  | 1:1     | Нью-Брайтон                   |
| 28 листопада Перегравання | Нью-Брайтон               | 1:1     | Саутпорт                      |
| 3 грудня Перегравання     | Саутпорт                  | 1:2     | Нью-Брайтон                   |
| 24 листопада              | Йовіл-енд-Петтерс Юнайтед | 3:0     | Крістал Пелес                 |
| 24 листопада              | Далвіч Гамлет             | 1:2     | Торкі Юнайтед                 |
| 24 листопада              | Воркінгтон                | 2:0     | Бірмінгем Корпорейшн Тремвейс |
| 24 листопада              | Ротергем Юнайтед          | 2:0     | Спеннімур Юнайтед             |
| 24 листопада              | Олдершот                  | 4:0     | Борнмут енд Боском Атлетік    |
| 24 листопада              | Гілфорд Сіті              | 1:2     | Бат Сіті                      |
| 24 листопада              | Ашфорд                    | 1:4     | Клептон Орієнт                |
| 24 листопада              | Ґейтсгед                  | 1:4     | Дарлінгтон                    |

## Другий раунд
До другого раунду увійшли переможці першого раунду. 
| Дата                   | Господарі                 | Рахунок | Гості                    |
| ---------------------- | ------------------------- | ------- | ------------------------ |
| 8 грудня               | Дартфорд                  | 0:1     | Бристоль Роверз          |
| 8 грудня               | Барроу                    | 0:2     | Олдершот                 |
| 8 грудня               | Бат Сіті                  | 2:1     | Бостон Юнайтед           |
| 8 грудня               | Вотфорд                   | 1:1     | Волсолл                  |
| 13 грудня Перегравання | Волсолл                   | 1:0     | Вотфорд                  |
| 8 грудня               | Редінг                    | 3:0     | Рексем                   |
| 8 грудня               | Свіндон Таун              | 4:3     | Лінкольн Сіті            |
| 8 грудня               | Стокпорт Каунті           | 3:2     | Дарлінгтон               |
| 8 грудня               | Квінз Парк Рейнджерс      | 1:2     | Брайтон енд Гоув Альбіон |
| 8 грудня               | Нортгемптон Таун          | 0:0     | Воркінгтон               |
| 13 грудня Перегравання | Воркінгтон                | 0:1     | Нортгемптон Таун         |
| 8 грудня               | Клептон Орієнт            | 1:3     | Честер                   |
| 8 грудня               | Вімблдон                  | 1:5     | Саутенд Юнайтед          |
| 8 грудня               | Гартлпул Юнайтед          | 0:4     | Ковентрі Сіті            |
| 8 грудня               | Менсфілд Таун             | 4:2     | Транмер Роверз           |
| 8 грудня               | Йовіл-енд-Петтерс Юнайтед | 4:1     | Ексетер Сіті             |
| 8 грудня               | Йорк Сіті                 | 1:0     | Нью-Брайтон              |
| 8 грудня               | Ротергем Юнайтед          | 1:2     | Бристоль Сіті            |
| 8 грудня               | Віган Атлетік             | 3:2     | Торкі Юнайтед            |

## Третій раунд
| Дата                  | Господарі                 | Рахунок | Гості               |
| --------------------- | ------------------------- | ------- | ------------------- |
| 12 січня              | Бірмінгем Сіті            | 5:1     | Ковентрі Сіті       |
| 12 січня              | Честер                    | 0:4     | Ноттінгем Форест    |
| 12 січня              | Бристоль Сіті             | 1:1     | Бері                |
| 16 січня Перегравання | Бері                      | 2:2     | Бристоль Сіті       |
| 21 січня Перегравання | Бристоль Сіті             | 2:1     | Бері                |
| 12 січня              | Бернлі                    | 4:2     | Менсфілд Таун       |
| 12 січня              | Престон Норт-Енд          | 0:0     | Барнслі             |
| 16 січня Перегравання | Барнслі                   | 0:1     | Престон Норт-Енд    |
| 12 січня              | Волсолл                   | 1:2     | Саутгемптон         |
| 12 січня              | Лестер Сіті               | 2:1     | Блекпул             |
| 12 січня              | Астон Вілла               | 1:3     | Бредфорд Сіті       |
| 12 січня              | Шеффілд Венсдей           | 3:1     | Олдем Атлетік       |
| 12 січня              | Вулвергемптон Вондерерз   | 4:0     | Ноттс Каунті        |
| 12 січня              | Мідлсбро                  | 1:1     | Блекберн Роверз     |
| 17 січня Перегравання | Блекберн Роверз           | 1:0     | Мідлсбро            |
| 12 січня              | Вест-Бромвіч Альбіон      | 2:1     | Порт Вейл           |
| 12 січня              | Сандерленд                | 3:2     | Фулгем              |
| 12 січня              | Евертон                   | 6:3     | Грімсбі Таун        |
| 12 січня              | Свіндон Таун              | 2:1     | Честерфілд          |
| 12 січня              | Тоттенгем Готспур         | 1:0     | Манчестер Сіті      |
| 12 січня              | Брентфорд                 | 0:1     | Плімут Аргайл       |
| 12 січня              | Бристоль Роверз           | 1:3     | Манчестер Юнайтед   |
| 12 січня              | Нортгемптон Таун          | 0:2     | Болтон Вондерерз    |
| 12 січня              | Портсмут                  | 1:1     | Гаддерсфілд Таун    |
| 16 січня Перегравання | Гаддерсфілд Таун          | 2:3     | Портсмут            |
| 12 січня              | Вест Гем Юнайтед          | 1:1     | Стокпорт Каунті     |
| 16 січня Перегравання | Стокпорт Каунті           | 1:0     | Вест Гем Юнайтед    |
| 12 січня              | Брайтон енд Гоув Альбіон  | 0:2     | Арсенал             |
| 12 січня              | Норвіч Сіті               | 2:0     | Бат Сіті            |
| 12 січня              | Галл Сіті                 | 1:5     | Ньюкасл Юнайтед     |
| 12 січня              | Челсі                     | 1:1     | Лутон Таун          |
| 16 січня Перегравання | Лутон Таун                | 2:0     | Челсі               |
| 12 січня              | Саутенд Юнайтед           | 0:4     | Шеффілд Юнайтед     |
| 12 січня              | Свонсі Сіті               | 4:1     | Сток Сіті           |
| 12 січня              | Йовіл-енд-Петтерс Юнайтед | 2:6     | Ліверпуль           |
| 12 січня              | Лідс Юнайтед              | 4:1     | Бредфорд Парк-Авеню |
| 12 січня              | Йорк Сіті                 | 0:1     | Дербі Каунті        |
| 12 січня              | Олдершот                  | 0:0     | Редінг              |
| 16 січня Перегравання | Редінг                    | 3:1     | Олдершот            |
| 12 січня              | Віган Атлетік             | 1:4     | Міллволл            |

## Четвертий раунд
У цьому раунді зіграли переможці попереднього етапу.
| Дата                  | Господарі               | Рахунок | Гості             |
| --------------------- | ----------------------- | ------- | ----------------- |
| 26 січня              | Бернлі                  | 3:1     | Лутон Таун        |
| 26 січня              | Саутгемптон             | 0:3     | Бірмінгем Сіті    |
| 26 січня              | Редінг                  | 1:0     | Міллволл          |
| 26 січня              | Лестер Сіті             | 0:1     | Арсенал           |
| 26 січня              | Ноттінгем Форест        | 0:0     | Манчестер Юнайтед |
| 30 січня Перегравання | Манчестер Юнайтед       | 0:3     | Ноттінгем Форест  |
| 26 січня              | Блекберн Роверз         | 1:0     | Ліверпуль         |
| 26 січня              | Вулвергемптон Вондерерз | 1:2     | Шеффілд Венсдей   |
| 26 січня              | Вест-Бромвіч Альбіон    | 7:1     | Шеффілд Юнайтед   |
| 26 січня              | Сандерленд              | 1:1     | Евертон           |
| 30 січня Перегравання | Евертон                 | 6:4     | Сандерленд        |
| 26 січня              | Дербі Каунті            | 3:0     | Свонсі Сіті       |
| 26 січня              | Свіндон Таун            | 0:2     | Престон Норт-Енд  |
| 26 січня              | Тоттенгем Готспур       | 2:0     | Ньюкасл Юнайтед   |
| 26 січня              | Портсмут                | 0:0     | Бристоль Сіті     |
| 30 січня Перегравання | Бристоль Сіті           | 2:0     | Портсмут          |
| 26 січня              | Норвіч Сіті             | 3:3     | Лідс Юнайтед      |
| 30 січня Перегравання | Лідс Юнайтед            | 1:2     | Норвіч Сіті       |
| 26 січня              | Плімут Аргайл           | 1:4     | Болтон Вондерерз  |
| 26 січня              | Бредфорд Сіті           | 0:0     | Стокпорт Каунті   |
| 30 січня Перегравання | Стокпорт Каунті         | 3:2     | Бредфорд Сіті     |

## П'ятий раунд
На цьому етапі зіграли переможці попереднього раунду.
| Дата                   | Господарі         | Рахунок | Гості                |
| ---------------------- | ----------------- | ------- | -------------------- |
| 16 лютого              | Бристоль Сіті     | 0:0     | Престон Норт-Енд     |
| 25 лютого Перегравання | Престон Норт-Енд  | 5:0     | Бристоль Сіті        |
| 16 лютого              | Редінг            | 0:1     | Арсенал              |
| 16 лютого              | Ноттінгем Форест  | 0:0     | Бернлі               |
| 19 лютого Перегравання | Бернлі            | 3:0     | Ноттінгем Форест     |
| 16 лютого              | Евертон           | 3:1     | Дербі Каунті         |
| 16 лютого              | Стокпорт Каунті   | 0:5     | Вест-Бромвіч Альбіон |
| 16 лютого              | Тоттенгем Готспур | 1:1     | Болтон Вондерерз     |
| 20 лютого Перегравання | Болтон Вондерерз  | 1:1     | Тоттенгем Готспур    |
| 25 лютого Перегравання | Болтон Вондерерз  | 2:0     | Тоттенгем Готспур    |
| 16 лютого              | Норвіч Сіті       | 0:1     | Шеффілд Венсдей      |
| 21 лютого              | Блекберн Роверз   | 1:2     | Бірмінгем Сіті       |

## Шостий раунд
На цьому етапі зіграли переможці попереднього раунду.
| Дата      | Господарі            | Рахунок | Гості            |
| --------- | -------------------- | ------- | ---------------- |
| 2 березня | Вест-Бромвіч Альбіон | 1:0     | Престон Норт-Енд |
| 2 березня | Шеффілд Венсдей      | 2:1     | Арсенал          |
| 2 березня | Бернлі               | 3:2     | Бірмінгем Сіті   |
| 2 березня | Евертон              | 1:2     | Болтон Вондерерз |

## Півфінали
У півфіналах зіграли команди, що перемогли на попередньому етапі.
| Дата                    | Господарі            | Рахунок | Гості            |
| ----------------------- | -------------------- | ------- | ---------------- |
| 16 березня              | Шеффілд Венсдей      | 3:0     | Бернлі           |
| 16 березня              | Вест-Бромвіч Альбіон | 1:1     | Болтон Вондерерз |
| 20 березня Перегравання | Вест-Бромвіч Альбіон | 2:0     | Болтон Вондерерз |

## Фінал
| 27 квітня 1935 |

| Шеффілд Венсдей                         | 4:2      | Вест-Бромвіч Альбіон   |
| --------------------------------------- | -------- | ---------------------- |
| Пейленторп 2' Гупер 70' Ріммер 85', 89' | Протокол | Бойєс 21' Сендфорд 75' |

| Вемблі, Лондон Глядачів: 93 204 Арбітр: Берт Фогг |